# Diccionario de filósofos franceses del siglo XVII
El Diccionario de filósofos franceses del siglo XVII (subtitulado: Actores y redes del saber) es un diccionario de actores del saber filosófico en Francia entre 1601 y 1700, realizado bajo la dirección de Luc Foisneau, con la colaboración de Elisabeth Dutartre-Michaut y de Christian Bachelier. Este diccionario es una versión aumentada y actualizada del Dictionary of Seventeenth-Century French Philosophers.

## Especificidad de la obra
El Diccionario de filósofos franceses del siglo XVII presenta, en orden alfabético, las vidas y las obras de 690 autores que han escrito al menos un texto, publicado o inédito, en Francia entre 1601 y 1700. La acepción amplia de la palabra “filósofo” en el siglo XVII hace de este diccionario una verdadera enciclopedia del saber barroco y clásico, englobando la lógica y la metafísica, pero también la literatura (incluyendo la poesía de idea), el derecho, la historia, la filosofía de las artes, la física y las ciencias secretas (alquimia, astrología, la cábala). El método puesto en práctica permite mostrar que las obras y las vidas más mínimas en apariencia pueden revelar relaciones insospechadas entre corrientes de pensamiento, enfoques científicos y las obediencias religiosas y políticas.
La versión inglesa, aparecida en Londres y Nueva York en diciembre de 2008, se inscribe en un proyecto intelectual de gran amplitud que se propone aplicar a la Europa entera y a los Estados Unidos, del siglo XVII al XX, un nuevo enfoque sobre el pensamiento filosófico, a través del estudio de los autores reputados como menores (minores). Es este mismo enfoque que se encuentra en la versión francesa, pero con una ampliación importante del perímetro de estudio, pues esta versión consta de 108 entradas suplementarias, así como, después del Prólogo (Luc Foisneau), 8 introducciones temáticas que proponen otros tantos recorridos posibles en la obra: “Los cartesianos franceses” (Emmanuel Faye); “Filosofías y teologías escolásticas” (Jacob Schmutz); “‘Libertinos’ y espíritus fuertes” (Isabelle Moreau); “El pensamiento clandestino” (Gianni Paganini); “Las ciencias” (Philippe Hamou); “Teoría de las artes” (Carole Talon-Hugon); “Controversias religiosas  y el nacimiento de la República de las Letras” (Stéphan Van Damme). Además, mientras que la versión inglesa no dispone sino de un índice de nombres propios (personas y lugares), la versión francesa propone un índice histórico y razonado de más de 300 páginas, que contiene notas cortas que dan información sobre todas las personas nombradas en el texto de las entradas principales. Las bibliografías, que acompañan a cada una de las entradas, no pretenden ser exhaustivas: ellas son el producto de una elección razonada que apunta a orientar al lector hacia las obras aptas para ayudarlo en su investigación. 
El subtítulo de la versión francesa del Diccionario, “actores y redes del saber”, indica que la obra está destinada a todos los especialistas del siglo XVII.

## Algunos colaboradores delDiccionario
El Diccionario ha sido redactado por 167 redactores de 9 nacionalidades (franceses, alemanes, estadounidense, británicos, canadienses, holandeses, italianos, suizos y checos). Han colaborado particularmente en el Diccionario: Séverine Auffret, Laurent Avezou, Ann Blair, Olivier Bloch, Laurent Bove, Jean-Charles Darmon, Philippe Desan, Emmanuel Faye, Jean-Pierre Faye, Luc Foisneau, Catherine Goldstein, Thierry Gontier, Philippe Hamou, Thierry Hoquet, Jacques Le Brun, Franck Lessay, Jacqueline Lichtenstein, Antony McKenna, Noel Malcolm, Jean-Marc Mandosio, Rémi Mathis, Isabelle Moreau, Steven Nadler, Gianni Paganini, Martine Pécharman, Lawrence Principe, Andrew Pyle, TadSchmalz, Jacob Schmutz, Jean-Fabien Spitz, Carole Talon-Hugon, Michel Terestchenko, Stéphane Van Damme, Philippe Vendrix, Eliane Viennot, Jean-Claude Vuillemin.